# 베나벤트

베나벤트의 위치

베나벤트(포르투갈어: Benavente)는 포르투갈 산타렝 현에 위치한 도시로 면적은 521.38km2, 인구는 29,019명(2011년 기준), 인구 밀도는 56명/km2이다.

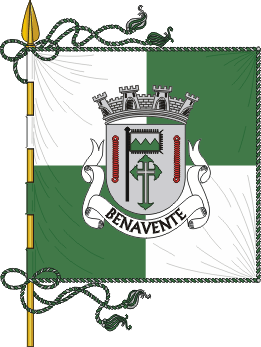
시기
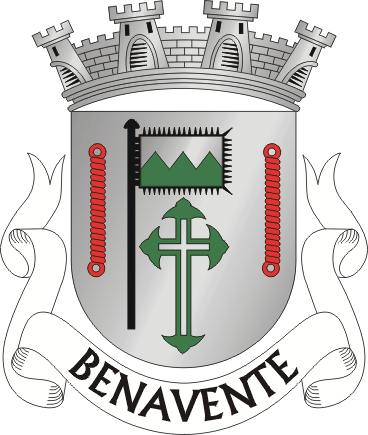
시 문장